# Tadeusz Estreicher
Tadeusz Kazimierz Estreicher (19. prosince 1871, Krakov – 8. dubna 1952, Krakov) byl polský chemik, historik a průkopník kryogeniky.

## Život
Tadeusz Kazimierz Estreicher se narodil v Krakově, když bylo město součástí Rakousko-Uherska. Vyrůstal v intelektuální atmosféře vlivné dynastie profesorů Jagelonské univerzity. Jeho otec Karol Józef Teofil Estreicher byl historikem literatury a ředitelem univerzitní knihovny. Jeho bratr Stanisław byl historikem práva a jeho sestra Marie byla první ženou v Rakousku-Uhersku, která získala doktorát v anglické filologii.
Estreicher studoval v Berlíně, Lipsku a v Londýně u Williama Ramsaye. Jako student Jagelonské univerzity pracoval Estreicher jako asistent Karola Olszewskeho, prvního chemika, který zkapalnil kyslík. Poté, co byl jmenován asistentem v roce 1899, Estreicher úspěšně zkapalnil v roce 1901 vodík. V roce 1904 se stal soukromým docentem. V roce 1900 popsal Jagelonský globus v Transactions of the Cracow Academy Sciences.
Od roku 1906 do roku 1919 pracoval ve Švýcarsku jako profesor chemie minerálů a obecné chemie na univerzitě ve Fribourgu, kde provozoval kryogenní laboratoř. Od roku 1913 do roku 1914 zde byl děkanem katedry chemie. V roce 1919, ve věku 47 let, se vrátil do nově nezávislého Polska a převzal místo na Jagelonské univerzitě, kde zůstal do odchodu do důchodu. Jeho pozdější práce zahrnovala historii a jazykovědu.
Dne 6. listopadu 1939 byl Estreicher, spolu se svým bratrem Stanisławem a jinými profesory univerzity, zadržen v akci Sonderaktion Krakau. Oba byli převezeni do koncentračního tábora v Sachsenhausenu, kde jeho bratr dne 28. prosince 1939 zemřel. Tadeusz přežil tábor a byl v únoru 1940 propuštěn po protestech evropských akademiků u německé nacionálně socialistické vlády.